# Coniglio hawaiano
Coniglio hawaiano (Wackiki Wabbit) è un film del 1943 diretto da Chuck Jones. È un cortometraggio d'animazione della serie Merrie Melodies, uscito negli Stati Uniti il 3 luglio 1943. Questo cortometraggio è uno dei tanti corti animati della Warner Bros. anteriori all'agosto del 1948 che caddero nel pubblico dominio perché la United Artists non rinnovò in tempo i diritti d'autore.

## Trama
Due uomini naufragano su un'isola abitata soltanto da Bugs Bunny. I due cercano di catturarlo per mangiarlo, ma il coniglio riesce sempre a sfuggire. In seguito, arriva una nave su cui dovrebbero salire i due naufraghi, ma, anche in questo caso, il coniglio ha la meglio e sale sulla nave al posto loro. Ai due uomini non rimane nient'altro che nutrirsi di loro stessi.

## Distribuzione

### Edizione italiana
L'edizione italiana del film fu trasmessa direttamente in televisione nel 1996; il doppiaggio fu eseguito dalla Angriservices Edizioni e diretto da Renzo Stacchi su dialoghi di David Prando. Nella scena in cui Bugs finge di parlare polinesiano, le sue battute sono sostituite da frasi in italiano appositamente inventate. Non essendo stata registrata una colonna internazionale, fu sostituita la musica presente durante i dialoghi.

### Edizioni home video

#### VHS
America del Nord
- The Very Best of Bugs (1990)
- Looney Tunes: The Collector's Edition - Wabbit Tales (1999)

#### Laserdisc
- The Golden Age of Looney Tunes Vol. 3 (23 dicembre 1992)

#### DVD
Il corto fu pubblicato in DVD-Video in America del Nord nel primo disco della raccolta Looney Tunes Golden Collection: Volume 3 (intitolato Bugs Bunny Classics) distribuita il 25 ottobre 2005, dove è visibile anche con un commento audio di Eddie Fitzgerald e John Kricfalusi. In Italia fu invece inserito nel DVD Bugs Bunny: Volume 3 della collana Looney Tunes Collection, uscito il 18 maggio 2006.